# Persone di nome Jacobus
| Questa pagina contiene informazioni ricavate automaticamente dalle voci biografiche con l'ausilio del template Bio e di un bot. L'aggiornamento è periodico e automatico e ricostruisce completamente la pagina. Se manca una persona in questa lista, sei pregato di non aggiungerla, ma accertati piuttosto che la sua voce biografica contenga il template Bio e che i dati anagrafici siano correttamente compilati. Se il template Bio manca, inseriscilo tu stesso o, in alternativa, metti l'avviso {{tmp\|Bio}} che ne segnala la mancanza. Se i dati riportati sono sbagliati, correggi direttamente la voce biografica; le modifiche saranno visibili in questa lista entro pochi giorni. Per chiarimenti vedi il progetto antroponimi. La lista contiene solo le 52 persone che sono citate nell'enciclopedia e per le quali è stato implementato correttamente il template Bio. Pagina aggiornata al 16 ott 2024. |

Questa è una lista di persone presenti nell'enciclopedia che hanno il prenome Jacobus, suddivise per attività principale.

## Anatomisti(1)
- Jacobus Sylvius, anatomista e medico francese (Lœuilly, n. 1478 - Parigi, † 1555)

## Architetti(1)
- Jacobus Johannes Pieter Oud, architetto e urbanista olandese (Purmerend, n. 1890 - Wassenaar, † 1963)

## Arcivescovi cattolici(1)
- Jacobus Boonen, arcivescovo cattolico belga (Anversa, n. 1573 - Bruxelles, † 1655)

## Astronomi(2)
- Jacobus Albertus Bruwer, astronomo sudafricano (n. 1915 - † 1971)
- Jacobus C. Kapteyn, astronomo olandese (Barneveld, n. 1851 - Amsterdam, † 1922)

## Botanici(1)
- James Dickson, botanico e micologo scozzese (n. 1738 - † 1822)

## Calciatori(5)
- Ko Bergman, calciatore olandese (Amsterdam, n. 1913 - Hellendoorn, † 1982)
- Jasper Cillessen, calciatore olandese (Nimega, n. 1989)
- Co Prins, calciatore e allenatore di calcio olandese (Amsterdam, n. 1938 - Anversa, † 1987)
- Jack Tuijp, calciatore olandese (Volendam, n. 1983)
- Jaap Weber, calciatore olandese (Rotterdam, n. 1901 - Rotterdam, † 1979)

## Cantanti(1)
- Koos Alberts, cantante olandese (Amsterdam, n. 1947 - Enschede, † 2018)

## Chimici(1)
- Jacobus Henricus van 't Hoff, chimico olandese (Rotterdam, n. 1852 - Berlino, † 1911)

## Ciclisti su strada(1)
- René Walschot, ciclista su strada belga (Beersel, n. 1916 - Halle, † 2003)

## Compositori(7)
- Jacobus di Liegi, compositore fiammingo
- Jacobus Barbireau, compositore fiammingo (Anversa, n. 1455 - † 1491)
- Jacob Clemens non Papa, compositore fiammingo (Diksmuide)
- Jacobus Gallus, compositore sloveno (Reifnitz, n. 1550 - Praga, † 1591)
- Jacobus de Kerle, compositore e cantore fiammingo (Ypres - Praga, † 1591)
- Jacobus Vaet, compositore fiammingo († 1567)
- Jacobus Vide, compositore fiammingo

## Compositori di scacchi(1)
- Jacobus Haring, compositore di scacchi olandese (Hoorn, n. 1913 - L'Aia, † 1989)

## Crickettisti(1)
- Jacques Rudolph, crickettista sudafricano (n. 1981)

## Dirigenti sportivi(1)
- Koos Moerenhout, dirigente sportivo e ex ciclista su strada olandese (Achthuizen, n. 1973)

## Filologi(1)
- Jacobus Johannes Hartman, filologo e poeta olandese (Blankenham, n. 1851 - Leida, † 1924)

## Generali(1)
- Koos de la Rey, generale e politico sudafricano (Doornfontein, n. 1847 - Langlaagte, † 1914)

## Giocatori di calcio a 5(1)
- Jacobus Dreesen, ex giocatore di calcio a 5 belga (n. 1958)

## Incisori(1)
- Jacobus Houbraken, incisore olandese (Dordrecht, n. 1698 - Amsterdam, † 1780)

## Liutai(1)
- Jacobus Stainer, liutaio austriaco (Absam, n. 1619 - Absam, † 1683)

## Medici(1)
- Jacobus Bontius, medico olandese (Leida, n. 1592 - Batavia, † 1631)

## Missionari(1)
- Jacobus Capitein, missionario e scrittore ghanese (Costa d'Oro olandese, n. 1717 - Elmina, † 1747)

## Multiplisti(1)
- Jim Thorpe, multiplista, giocatore di football americano e giocatore di baseball statunitense (Prague, n. 1887 - Lomita, † 1953)

## Pattinatori di velocità su ghiaccio(1)
- Jaap Eden, pattinatore di velocità su ghiaccio e pistard olandese (Groninga, n. 1873 - Haarlem, † 1925)

## Pesisti(1)
- Jaco Engelbrecht, pesista sudafricano (n. 1987)

## Piloti automobilistici(1)
- Jackie Pretorius, pilota automobilistico sudafricano (Potchefstroom, n. 1934 - Johannesburg, † 2009)

## Pistard(2)
- Jacobus van Egmond, pistard olandese (Haarlem, n. 1908 - Haarlem, † 1969)
- Ko Willems, pistard olandese (Amsterdam, n. 1900 - Amsterdam, † 1983)

## Pittori(2)
- Jacobus Theodorus Abels, pittore olandese (Amsterdam, n. 1803 - Abcoude, † 1866)
- Jacobus van Looy, pittore e scrittore olandese (Haarlem, n. 1855 - Haarlem, † 1930)

## Politici(3)
- Jacobus Johannes Fouché, politico sudafricano (Wepener, n. 1898 - Città del Capo, † 1980)
- Jacob de Kempenaer, politico olandese (Amsterdam, n. 1793 - Arnhem, † 1870)
- Jacobus Van Cortland, politico e mercante statunitense (Nuova Amsterdam, n. 1658 - Bergen Township, † 1739)

## Rugbisti a 15(8)
- Jaco Erasmus, ex rugbista a 15, arbitro di rugby a 15 e allenatore di rugby a 15 italiano (Humansdorp, n. 1979)
- Braam Immelman, rugbista a 15 sudafricano (Victoria West, n. 1981)
- Jaco Kriel, rugbista a 15 sudafricano (Standerton, n. 1989)
- Japie Mulder, ex rugbista a 15 e imprenditore sudafricano (Springs, n. 1969)
- François Pienaar, ex rugbista a 15, allenatore di rugby a 15 e dirigente sportivo sudafricano (Vereeniging, n. 1967)
- Os du Randt, ex rugbista a 15 e allenatore di rugby a 15 sudafricano (Elliot, n. 1972)
- Cobus Reinach, rugbista a 15 sudafricano (Bloemfontein, n. 1990)
- Jaco van der Westhuyzen, rugbista a 15 sudafricano (Nelspruit, n. 1978)

## Velisti(1)
- Koos de Jong, velista olandese (Rotterdam, n. 1912 - Capelle aan den IJssel, † 1993)

## Vescovi cattolici(1)
- Jacobus Wemmers, vescovo cattolico fiammingo (Anversa, n. 1598 - Napoli, † 1645)